# Бранта
«Бранта»(Збірник праць Азово-Чорноморської орнітологічної станції) — науковий журнал, який публікує оригінальні матеріали з усіх проблем орнітології: загальні питання (біологічне розмаїття, загальна екологія та еволюція птахів тощо); фауністика, систематика; екологія; міграція; поведінка; охорона та вивчення рідкісних видів птахів, опис і обґрунтування важливих для птахів територій; морфологія; методики досліджень; короткі повідомлення; орнітологічні замітки; персоналії і рецензії.
Статті публікуються російською, українською та англійською мовами, і супроводжуються розширеним резюме двома мовами.
Усі статті проходять рецензування.
Видається з 1998 року. Періодичність — 1 раз на рік.
Свідоцтво про державну реєстрацію друкованого засобу масової інформації КВ № 6649 від 29.10.2002 р.

## Редколегія
Головний редактор — Й. І. Черничко
Редколегія: Андрющенко Ю. О., Бєлік В. П., Бокотей А. А., Вінден Я. ван дер, Дядічева О. А., Ємельянов І. Г., Кошелєв О. І., Лисенко В. І., Межжерін С. В., Пекло О. М., Полуда А. М., Попенко В. М., Сіохін В. Д., Фесенко Г. В., Черничко Р. М., Ексо М.

## ISSN
- ISSN 1994—1722 (друковане)

## Індексування і реферування
Журнал індексується у Geobase and Embiology, Ulrich's Periodicals Directory, eLibrary, Google Scholar.

## Ресурси Інтернету
- Офіційний сайт

1. ↑  The ISSN portal — Paris: ISSN International Centre, 2005. — ISSN 1994-1722